# Mafamude e Vilar do Paraíso
Mafamude e  Vilar do Paraíso (oficialmente: União das Freguesias de Mafamude e Vilar do Paraíso) é uma freguesia portuguesa do município de Vila Nova de Gaia, com 10,58 km² de área e 52 844 habitantes (censo de 2021). A sua densidade populacional é 4 994,7 hab./km².
Tem a sede em Mafamude e integra a cidade de Vila Nova de Gaia. Em 2021 era a sexta freguesia portuguesa em número de residentes, e a freguesia com mais residentes fora da Área Metropolitana de Lisboa.

## História
Foi constituída em 2013, no âmbito de uma reforma administrativa nacional, pela agregação das antigas freguesias de Mafamude e Vilar do Paraíso.

## Descrição
Essencialmente urbana, é bastante rica no campo associativo, destacando-se o Vilanovense Futebol Clube; Futebol Clube de Gaia; Associação Cultural e Recreativa «Os Amigos Vilarenses»; Associação Recreativa «Entre-Parentes»; Clube Recreativo de Mafamude; Ginásio Clube de Mafamude; Associação Recreativa de S. Martinho d' Além; Hóquei Clube Paço de Rei, Clube Jovem Almeida Garrett; Grupo Desportivo da Ilha; Grupo Dramático de Vilar do Paraíso; e Rancho Folclórico de Vilar do Paraíso.
São vários os espaços de lazer e os jardins com especial destaque para o Parque de S. Caetano.

## Demografia
A população registada nos censos foi:
| Distribuição da População por Grupos Etários | Distribuição da População por Grupos Etários | Distribuição da População por Grupos Etários | Distribuição da População por Grupos Etários | Distribuição da População por Grupos Etários | Distribuição da População por Grupos Etários |
| -------------------------------------------- | -------------------------------------------- | -------------------------------------------- | -------------------------------------------- | -------------------------------------------- | -------------------------------------------- |
| Antes da agregação                           |                                              |                                              |                                              |                                              |                                              |
| Ano                                          | 0-14 anos                                    | 15-24 anos                                   | 25-64 anos                                   | >= 65 anos                                   | Total                                        |
| 2001                                         | 8099                                         | 7110                                         | 29958                                        | 6899                                         | 52066                                        |
| 2011                                         | 7212                                         | 5557                                         | 30417                                        | 9236                                         | 52422                                        |
| Após a agregação                             |                                              |                                              |                                              |                                              |                                              |
| Ano                                          | 0-14 anos                                    | 15-24 anos                                   | 25-64 anos                                   | >= 65 anos                                   | Total                                        |
| 2021                                         | 5888                                         | 5499                                         | 29026                                        | 12431                                        | 52844                                        |

## Património
- Igreja de Santo Ovídio, Mafamude (séc. XVIII, Rua Conceição Fernandes)
- Igreja e Centro Paroquial de Santo Ovídio (nova)
- Escola Primária do Cedro (Gaia, 1958-60), Arq.º Fernando Távora
- Jardim de Soares dos Reis
- Vila Rosa (Rua da Rasa, 410)
- Vila Rute (Rua Coats & Clark, 53)
- Casa de Maravedis (Rua D. António Ferreira Gomes, 270)
- Museu Teixeira Lopes (Rua Teixeira Lopes, 32-52)
- Colégio Bonança (Rua Doutor Francisco Sá Carneiro)
- Igreja e Escola da Torne (Avenida da República/ Rua Diogo Cassels/ Rua Afonso de Albuquerque
- Habitação Arte Nova (Rua Soares dos Reis, 243)
- Habitação Tiago Oliveira (lugar de nascimento do jornalista)
- Capela de São Martinho

- Igreja de São Pedro (matriz)
- Alminhas de Tarouquela e de Vila Alice
- Ermida de São Caetano
- Parque de São Caetano
- Solar dos Camelos
- Quintas da Capela, de Guardal, da Telheira e da Formiga com eucaliptos
- Palacete do Menino de Ouro
- Casa Fanny Owen
- Casa do Miguel